# Yaiza Castilla Herrera
Yaiza Castilla Herrera   (San Sebastián de La Gomera, 5 de juliol de 1984) és una política i advocada canària. Va ser senadora per La Gomera des del 13 de gener de 2016 fins al 16 de juliol de 2019 en la XI i XII legislatura. Des del 17 de juliol de 2019 fins a l'octubre de 2023 va ser consellera de Turisme, Indústria i Comerç del Govern de Canàries.

## Biografia
Va néixer a San Sebastián de La Gomera el 1984. Es va llicenciar en Dret en la Universitat de La Laguna i va realitzar un postgrau de màster en dret urbanístic. Va treballar com a advocada autònoma durant tres anys i després es va incorporar al departament de dret laboral de J&A Garrigues, en el qual va estar cinc anys. També va treballar en la gerència municipal d'urbanisme de l'Ajuntament de Santa Cruz de Tenerife.

### Carrera política
El 2015 es va presentar com a candidata al Senat de l'Agrupació Socialista Gomera en les eleccions generals, i va aconseguir un escó que va revalidar a les eleccions generals de 2016.
Al Senat, va ser portaveu de la comissió de la Igualtat i va estar integrada en el Grup Mixt.